# Daniël François
Daniël François (Tholen, 3 oktober 1781, gedoopt 10 oktober in Amsterdam - Den Haag, 1 juli 1840) was een Nederlands jurist en burgemeester.

## Biografie
Daniël François was de zoon van de predikant van de Waalse kerk Joseph François en Margaretha Dorothea Marssenier.  Hij studeerde rechten en werd in 1817 benoemd tot schout van Loosduinen. In 1825 werd dit ambt vervangen door burgemeester van Loosduinen. Naast burgemeester van Loosduinen was hij ook procureur bij de Hoge Raad en het Provinciaal Gerechtshof in Den Haag.
François trouwde op 6 december 1811 te Voorburg met Johanna Petronella van Steenbergen (1794-1870).  Hij overleed in 1840 op 58-jarige leeftijd.
In de Loosduinse burgemeestersbuurt is een plein naar Daniël François genoemd: het Burgemeester Françoisplein.